# Чемпионат России по лёгкой атлетике 1914
7-й чемпионат России по лёгкой атлетике прошёл 6—11 июля 1914 года в Риге на городском ипподроме в рамках легкоатлетической программы Второй Всероссийской Олимпиады. По сравнению с предыдущим чемпионатом, число проводимых дисциплин выросло более чем в 2 раза: с 10 до 27.

## Соревнования
В чемпионате приняли участие 264 спортсмена. Турнир запомнился очень плохой организацией и отсутствием зрительского интереса. Соревнования сопровождались изнуряющей 35-градусной жарой. Беговые дисциплины проходили по дорожке, изрытой после проходивших на ипподроме скачек. Не спасало даже то, что её укатывали и поливали перед началом забегов. Другой проблемой было ограничение по времени, которое наложило на легкоатлетов руководство арены, что приводило к неразберихе с расписанием. Так, в четвёртый день бег на 400 метров несколько раз переносился и был проведён только ближе к полуночи, в результате чего один из фаворитов, киевлянин Фукс, отказался выходить на старт.
Организаторы постарались по возможности повторить программу летних Олимпийских игр 1912 года. Однако в ряде дисциплин уровень технической подготовки участников оставлял желать лучшего. В ходьбе на 3000 метров первые два финишировавших участника были дисквалифицированы за то, что бежали, а в метании молота и вовсе никто из спортсменов не имел представления о правильной технике. По свидетельству очевидцев, непрофессионализмом отличались и большинство судей, обслуживавших соревнования.
Однако даже несмотря на такие условия, было установлено несколько рекордов России. В полуфинале бега на 100 метров отличился москвич Василий Архипов — 10,8 с, он же повторил национальное достижение в беге на 200 метров — 22,4 с в предварительном забеге. Иоганн Виллемсон вернул себе рекорд на 1500 метров (4.16,0) и установил в предварительном забеге рекорд на 800 м — 2.02,2, а Николай Шведревиц в упорной борьбе с Николаем Неклепаевым стал рекордсменом в метании копья (52,98 м). Бернгардт Абрамс впервые в истории страны взял высоту 1,80 м. Теодорс Сукатнек на 5 см улучшил свой же результат в метании диска (41,15 м). Хозяева соревнований из «Униона» выиграли с рекордами России обе эстафеты. Эрих Ваннаг установил рекорд страны в прыжках в высоту с места — 1,485.
Кульминацией чемпионата стал марафон (бег на 38 вёрст). Из-за организационного беспорядка спортсмены стартовали с опозданием на 1 час и финишировали уже в тёмное время суток, освещаемые лишь заревом от грандиозного пожара нефтяных складов недалеко от ипподрома.

## Медалисты[1]
| Дисциплина                     | Золото                                                                  | Золото       | Серебро                                       | Серебро       | Бронза                                            | Бронза        |
| ------------------------------ | ----------------------------------------------------------------------- | ------------ | --------------------------------------------- | ------------- | ------------------------------------------------- | ------------- |
| 100 м                          | Василий Архипов МКЛ Москва                                              | 11,0         | Борис Котов МКЛ Москва                        | 11,1          | Владимир Лебедев 2-е Общество велосипедистов Рига | 11,1          |
| 200 м                          | Василий Архипов МКЛ Москва                                              | 22,4 (ВР)    | Роберт Видуц «Унион» Рига                     | 24,2          | Василий Александров ОЛЛС Москва                   | 24,9          |
| 400 м                          | Василий Архипов МКЛ Москва                                              | 51,4         | Густав Кийлем «Спорт» Ревель                  | 52,2          | Василий Александров ОЛЛС Москва                   | 53,0          |
| 800 м                          | Герберт Фукс «Спорт» Киев                                               | 2.02,4       | Николай Соколов КЛС Киев                      | 2.02,6        | Герберт Фогель «Унион» Рига                       | 2.02,6        |
| 1500 м                         | Иоганн Виллемсон «Калев» Ревель                                         | 4.16,0 (ВР)  | Карл Герн «Унион» Рига                        | 4.16,6        | Лев Лерчер МКЛ Москва                             | 4.22,0        |
| 5000 м                         | Михаил Стец «Старт» Гельсингфорс                                        | 16.53,0      | Дмитрий Павлов «Унитас» Санкт-Петербург       | 17.08,2       | Захарий Снимщиков «Спорт» Киев                    | 17.16,4       |
| 10 000 м                       | Михаил Стец «Старт» Гельсингфорс                                        | 34.27,2      | Николай Владимиров КЛС Санкт-Петербург        | 34.49,0       | Дмитрий Павлов «Унитас» Санкт-Петербург           | 35.30,0       |
| Марафон (38 вёрст)             | Андрей Капмаль «Марс» Рига                                              | 2:59.40      | Арфет Упмаль 2-е Общество велосипедистов Рига | 3:09.34       | Павел Шубин КЛС Санкт-Петербург                   | 3:15.00       |
| 110 м с барьерами              | Георгий Гантварг КЛС Санкт-Петербург                                    | 16,8         | Борис Котов МКЛ Москва                        | 17,4          | Александр Шульц МКЛ Москва                        | 17,6          |
| Ходьба 3000 м                  | Альфред Калнынь 2-е Общество велосипедистов Рига                        | 15.13,4      | Г. Вийтанен «Калев» Ревель                    |               | Р. Дрейман 2-е Общество велосипедистов Рига       |               |
| Ходьба 10 000 м                | Альфред Рукс «Марс» Рига                                                | 56.19,4      | Г. Вийтанен «Калев» Ревель                    | 57.19,8       | Василий Бодько ГФК Киев                           | 57.34,2       |
| Прыжок в высоту                | Бернгардт Абрамс «Калев» Ревель                                         | 1,80 м (ВР)  | Георг Клеммер «Калев» Ревель                  | 1,70 м        | Дмитрий Латти «Спорт» Киев                        | 1,70 м        |
| Прыжок в высоту (с места)      | Эрик Ванаг «Унион» Рига                                                 | 1,485 м      | Дмитрий Латти «Спорт» Киев                    | 1,44 м        | Николай Шведревиц «Унион» Рига                    | 1,44 м        |
| Прыжок с шестом                | Иоганн Мартин «Унион» Рига                                              | 3,36 м       | Отто Сярккя «Унитас» Санкт-Петербург          | 3,31 м        | Сергей Дагаев ГФШ Санкт-Петербург                 | 3,26 м        |
| Прыжок в длину                 | Карл Вешке «Спорт» Киев                                                 | 6,41 м       | Николай Леандров МКЛ Москва                   | 6,32 м        | Георгий Гантварг КЛС Санкт-Петербург              | 6,20 м        |
| Прыжок в длину (с места)       | Николай Шведревиц «Унион» Рига                                          | 2,97 м       | Эдуард Гиоп «Калев» Ревель                    | 2,92 м        | Эрик Ванаг «Унион» Рига                           | 2,895 м       |
| Тройной прыжок                 | Георгий Гантварг КЛС Санкт-Петербург                                    | 12,84 м      | Иван Струнгс «Унион» Рига                     | 12,02 м       | Отто Сярккя «Унитас» Санкт-Петербург              | 11,99 м       |
| Толкание ядра                  | Альфред Бирзнек «Аматер» Рига                                           | 11,09 м      | Карл Озол «Марс» Рига                         | 11,08 м       | Владимир Смутный КЛС Киев                         | 10,96 м       |
| Метание диска                  | Теодорс Сукатнек «Унион» Виндава                                        | 41,15 м (ВР) | Антон Охака «Калев» Ревель                    | 39,40 м       | Георгий Гантварг КЛС Санкт-Петербург              | 36,78 м       |
| Метание молота                 | Карл Озол «Марс» Рига                                                   | 28,21 м      | Арвид Кибильд «Марс» Рига                     | 28,08 м       | Николай Подкович «Спорт» Киев                     | 27,45 м       |
| Метание копья                  | Николай Шведревиц «Унион» Рига                                          | 52,98 м (ВР) | Николай Неклепаев КЛС Санкт-Петербург         | 51,15 м       | И. Усна «Спорт» Ревель                            | 47,60 м       |
| Пятиборье                      | Георгий Гантварг КЛС Санкт-Петербург                                    | 13 очков     | Антон Охака «Калев» Ревель                    | 19 очков      | Михаил Суворов МКЛС Москва                        | 22 очка       |
| Десятиборье                    | Георгий Гантварг КЛС Санкт-Петербург                                    | 6250,17 очка | Александр Шульц МКЛ Москва                    | 5666,925 очка | Бернгардт Абрамс «Калев» Ревель                   | 5642,255 очка |
| Эстафета 4×100 м               | «Унион» Рига Герберт Фогель Роберт Видуц Николай Шведревиц Иван Струнгс | 46,2         | «Спорт» Киев                                  | 46,3          | КЛС Санкт-Петербург                               | 46,3          |
| Эстафета 4×400 м               | «Унион» Рига Герберт Фогель Александр Газенфус Герберт Бауман Карл Герн | 3.41,4 (ВР)  | «Спорт» Киев                                  | 3.45,0        | 2-е Общество велосипедистов Рига                  |               |
| Бег на 3000 м (командный)      | КЛС Санкт-Петербург Николай Владимиров А. Галынь А. Сергеев Павел Шубин | 9 очков      | Нарвский кружок спортсменов Санкт-Петербург   | 20 очков      | «Унион» Рига                                      | 26 очков      |
| Кросс 8 вёрст (индивидуальный) | Михаил Стец «Старт» Гельсингфорс                                        | 28.34,0      | Николай Владимиров КЛС Санкт-Петербург        | 29.04,0       | Э. Штейнберг Ревель                               | 29.38,8       |
| Кросс 8 вёрст (командный)      | КЛС Санкт-Петербург                                                     | 15 очков     | 2-е Общество велосипедистов Рига              | 24 очка       | КЛС Киев                                          | 31 очко       |